# Gibasis geniculata
Gibasis geniculata är en himmelsblomsväxtart som först beskrevs av Nikolaus Joseph von Jacquin, och fick sitt nu gällande namn av Otto Rohweder. Gibasis geniculata ingår i släktet Gibasis och familjen himmelsblomsväxter. Inga underarter finns listade.